# Накамура, Нобору
Нобору Накамура (яп. 中村登 накамура нобору), англ. Noboru Nakamura. (4 августа 1913, Токио, Япония — 20 мая 1981, Япония) — японский кинорежиссёр и сценарист. Специализировался на постановках в жанре гэндай-гэки (современные драмы) в кинокомпании «Сётику». Был постановщиком тщательно продуманных, хорошо срежиссированных, хорошо смонтированных, несколько академических фильмов, рассказывающих чаще всего о японских женщинах, где в основе сюжета лежал литературный первоисточник.
По мнению япониста Александра Джейкоби, мастерство Накамуры в качестве режиссёра фильмов о женщинах и его способность создавать атмосферу напоминают Сиро Тоёду и Кодзабуро Ёсимуру, у последнего из которых Накамура учился режиссуре, будучи его ассистентом на фильмах «Тёплое течение» (1939) и «Рассказ о командире танка Нисидзуми» (1940). И хотя творчеству Накамуры недостаёт формальной точности, возвысившей лучшие работы этих режиссёров, он поддержал классическую традицию японского кинематографа с чувством и изяществом.

## Биография

### Ранние годы
Родившийся в Токио Нобору Накамура вырос в районе ханамати (Асакуса). В 1933 году окончил Высшую школу в Токио. Изучал английскую литературу на филологическом факультете в Токийском университете. Ещё будучи студентом, Накамура решил посвятить себя кинематографу и по окончании университета в 1936 году трудоустроился на студию «Офуна» кинокомпании «Сётику». Поначалу, как и все новички, мечтающие о режиссёрском кресле, был только лишь помощником режиссёра. Ассистировал таким мэтрам студии, как Ясудзиро Симадзу (на фильме «От любви к любви») и Кодзабуро Ёсимура.(на его проектах «Тёплое течение» и «Рассказ о командире танка Нисидзуми»). Для своих учителей (Симадзу и Ёсимуре) писал сценарии под псевдонимом Такаси Кадзами. Дебютировал самостоятельной постановкой в 1941 году, поставив документальную короткометражку «Жизнь и ритм». Следующая работа, сделанная в том же году — его первая полнометражная игровая картина «Идеальный брак».

### Карьера в кино
Поставленные режиссёром фильмы 1940-х были маловпечатляющими, чувствовалась незрелая рука новичка. Во второй половине десятилетия снимал главным образом фильмы романтической тональности.
Режиссёрский стиль Накамуры сформировался и проявился в 1950-е годы. Первый успех принесла драма с комедийными нотками «Наша весёлая семья» (1951). В этой киноленте, снятой в жанре гэндай-гэки (фильмы современной тематики), на котором специализировалась кинокомпания «Сётику» режиссёр собрал блестящий актёрский ансамбль. Здесь снялись звёзды первой величины тех лет: Тисю Рю, Исудзу Ямада, Хидэко Такаминэ, Кэйдзи Сада и юная дебютантка Кэйко Киси. Кинокартина «Волны» (1952) о чистой и трогательной любви мужчины к своей жене и детям попала в конкурсный показ Каннского кинофестиваля. С фильма «Приключения Нацуко» (1953), адаптированной в цвете повести Юкио Мисимы (это была вторая цветная постановка компании «Сётику»), режиссёр начал концентрироваться на экранизациях литературных произведений японских авторов. На этой картине он продемонстрировал великолепно оформленный самобытный режиссёрский стиль, который укрепил его в статусе одного из ведущих кинематографистов компании «Сётику». После 1955 года Накамура акцентирует своё внимание и на фильмах женской тематики, одного из основных направлений его последующего творчества («Повесть о храме Сюдзэндзи», 1955, по роману Кидо Окамото; «Белая рыба-демон»,1956, по Сэйити Фунабаси; «До и после дождей», 1956, по Кафу Нагаи; «Тройное предательство», 1958, по Фумио Нива; «Этот проходящий мир полон демонов: Времена бедности семьи», 1958, по Харуо Умэдзаки). Среди самых успешных его работ 1950-х критики особо выделяют киноленту «Путешествие для сбора денег» (Shūkin ryokō, 1957) — экранизация одноимённой повести Масудзи Ибусэ, впервые изданной в 1937 году.
Наиболее полемичным в творчестве Накамуры стал ряд женских мелодрам, сделанных в 1960-е годы. В них режиссёр философски изобразил положение женщин в японском обществе, касаясь и более широких политических вопросов. «Старая столица» (1963) — экранизация одноимённой повести Ясунари Кавабаты, в которой рассказывалось о девушке из Киото, узнавшей, что у неё есть сестра-близнец в сельской глубинке. Актриса Сима Ивасита умело справилась с двойной ролью, а Накамура эффективно уловил атмосферу города и акцентировал внимание на характере психологических действий, хотя и неявно осуждая агрессивный эффект японской классовой системы в личных взаимоотношениях. Эта кинолента получила Главный приз Азиатско-тихоокеанского кинофестиваля и номинировалась на премию «Оскар» в категории «Лучший фильм на иностранном языке». Фильм «Кинокава» (в ином переводе — «Река Кино», 1966) — красиво снятая адаптация романа Савако Ариёси, в которой прослеживалась история трёх поколений в жизни одной семьи из префектуры Вакаяма как микрокосм экономической, социальной и политической трансформации Японии с периода Мэйдзи до конца Второй мировой войны. «Тиэко - избранное» (1967, по роману Харуо Сато) был интригующим рассказом о женщине-художнице погружающейся в депрессию, приведшей её к шизофрении (хотя в фильме двусмысленная сексуальная подоплека, и неясно, вызвано ли её безумие неудавшейся творческой карьерой или её неспособностью рожать детей). Это вторая кинолента Накамуры, попавшая в номинацию на премию «Оскар» за лучший фильм на иностранном языке. Ещё одной сагой, разворачивающейся на протяжении десятилетий, была «Песня от самого сердца» (1969) о непростых отношениях между известным поэтом-националистом Хидэо Ёсино и его детьми.
Наиболее заметными работами Накамуры в его позднем периоде творчества были «Перевал Сиокари» (1973, по роману Аяко Миуры), о человеке, который ненавидит христианство, потому что его мать была изгнана из своей семьи после обращения в религию, и «Три старухи» (1974), о жене, сестре и любовнице покойного финансиста, каждая из которых претендует на право поселиться в его имении. Этот последний фильм, снятый как скромный рассказ о положении престарелых в Японии, дал шанс выступить в главных ролях трём выдающимся японским актрисам-ветеранам Айко Мимасу, Кинуё Танака и Митиё Когурэ. В СССР 1970-х была очень популярна японская актриса Комаки Курихара, поэтому нет ничего удивительного, что в наш прокат того периода была закуплена его картина «Любовь и смерть» (1971), с участием этой актрисы, не лучшая в его творчестве довольно слезливая мелодрама. В последнем фильме режиссёра «Нитирэн» (1979) рассказана история жизни и борьбы за свою веру монаха Нитирэна, основателя школы японского буддизма Нитирэн-сю, почитающей Сутру Лотоса.
В 1981 году во время подготовки совместного японско-китайского проекта «Мастера го» Нобору Накамура умер на шестьдесят восьмом году жизни от рака. Фильм «Мастера го» был снят режиссёром Дзюнъей Сато.

## Награды
- В 1979 году за заслуги в области культуры Нобору Накамура был награждён Медалью Почёта с пурпурной лентой.
- В 1981 году Нобору Накамура награждён Орденом Восходящего солнца IV степени (посмертно)[5].

## Премии и номинации
V Каннский кинофестиваль 1952 года
- Номинация на Главный приз фестиваля — фильм «Волны».

16-й Венецианский кинофестиваль 1955 года
- Номинация на «Золотого льва» (главный приз фестиваля) — фильм «Повесть о храме Сюдзэндзи».

Азиатско-тихоокеанский кинофестиваль (1963)
- Премия за лучший фильм — «Старая столица»

36-я церемония вручения наград премии «Оскар» (1964)
- Номинация в категории «Лучший фильм на иностранном языке» — «Старая столица».

17-й Берлинский международный кинофестиваль 1967 года
- Номинация на «Золотого медведя» (главный приз фестиваля) — фильм «Потерянная весна» («Три лика любви»).

40-я церемония вручения наград премии «Оскар» (1968)
- Номинация в категории «Лучший фильм на иностранном языке» — «Тиэко — избранное».

## Фильмография
| Год         | Название по-русски                                          | Оригинальное название           | Название на ромадзи                          | Английское название в международном прокате                    | Исполнители главных ролей                          |
| ----------- | ----------------------------------------------------------- | ------------------------------- | -------------------------------------------- | -------------------------------------------------------------- | -------------------------------------------------- |
| 1940-е годы |                                                             |                                 |                                              |                                                                |                                                    |
| 1941        | «Жизнь и ритм» (документальный, к/м)                        |                                 | Seikatsu to rizumu                           | Life and Rhythm                                                |                                                    |
| 1941        | «Идеальный брак»                                            | 結婚の理想                      | Kekkon no riso                               | Ideal of Marriage                                              | Кунико Миякэ, Мицуко Миура, Тацуо Сайто            |
| 1942        | «Ещё одна радость»                                          | 新たなる幸福                    | Aratanaru kôfuku                             | Another Joy                                                    | Митиё Когурэ, Митико Кувано, Тацуо Сайто           |
| 1942        | «Человеческие товарищи»                                     | 人間同志                        | Ningen dōshi                                 | Human Comrades                                                 | Тацуо Сайто, Митико Кувано, Син Сабури             |
| 1942        | «Дух человека»                                              | 男の意気                        | Otoko no iki                                 | A Man’s Disposition                                            | Кэн Уэхара, Митиё Когурэ, Такэси Сакамото          |
| 1943        | «Прощание на берегу озера»                                  | 湖畔の別れ                      | Kohan no wakare                              | Lakeside Parting                                               | Когику Ханаяги, Син Токудаидзи, Такэси Сакамото    |
| 1946        | «Конкурс улыбок. Часть 2: Корзина с песнями»                | ニコニコ大会 歌の花籠 第二篇    | Nikoniko taikai. uta no hanako: dai ni-hen   | Smiling Competition. Part II: Song flower basket               | Ёсиэ Фудзивара, Ёити Хираока, Миэко Такаминэ       |
| 1946        | «Любовь к людям»                                            | 愛の先駆者                      | Ai no senkusha                               | Pioneer of Love                                                | Эйтаро Одзава, Эйдзиро Тоно, Тисю Рю               |
| 1946        | «Предложение Омицу» (сорежиссёр Тадао Икэда)                | お光の縁談                      | Omitsu no endan                              | Omitsu’s Proposal                                              | Сюдзи Сано, Мицуко Мито, Такэси Сакамото           |
| 1947        | «Девственница похожая на жемчуг»                            | 処女は真珠の如く                | Shojo wa shinju no gotoku                    | A Virgin Is Like a Pearl                                       | Митико Икуно, Акира Ямаути, Сюдзи Сано             |
| 1947        | «Девушка наносит ответный удар»                             | 娘の逆襲                        | Musume no gyakushū                           | A Girl Strikes Back                                            | Кингоро Янагия, Мицуко Миура, Юмэко Айдзомэ        |
| 1948        | «Костюм для путешествий»                                    | 旅装                            | Ryosō                                        | Traveling Suit                                                 | Сюдзи Сано, Харуё Итикава, Кэйдзи Сада             |
| 1948        | «Огненная роза»                                             | 火の薔薇                        | Hi no bara                                   | Fiery Rose / Scarlet Rose                                      | Юрико Хамада, Кэйдзи Сада, Масао Симидзу           |
| 1949        | «Хотя я ждал тебя»                                          | 君待てども                      | Kimi matedomo                                | Although I Wait for You                                        | Юмэдзи Цукиока, Кэйко Цусима, Кэйдзи Сада          |
| 1949        | «Бегония»                                                   | 愁海棠                          | Shūkaidō                                     | The Begonia                                                    | Ёко Кацураги, Тэйдзи Такахаси, Миэко Такаминэ      |
| 1949        | «Три орла в любви»                                          | 恋愛三羽烏                      | Ren’ai sanbagarasu                           | Three Crows in Love                                            | Кацухико Хаида, Кодзи Цурута, Юмэдзи Цукиока       |
| 1950-е годы |                                                             |                                 |                                              |                                                                |                                                    |
| 1950        | «Путь к славе»                                              | 栄光への道                      | Eikō e no michi                              | Road to Glory                                                  | Кодзи Цурута, Юмэдзи Цукиока, Тисю Рю              |
| 1950        | «Весеннее половодье» (фильм в двух частях)                  | 春の潮 前篇 / 春の潮 後篇       | Haru no ushio (Zenpen: Kōhen)                | Soring' Tide (Parts 1 and 2)                                   | Миэко Такаминэ, Кодзи Цурута, Тисю Рю              |
| 1950        | «Море Эдема»                                                | エデンの海                      | Eden no umi                                  | Eden by the Sea                                                | Кодзи Цурута, Ясуко Фудзита, Дэн Обината           |
| 1950        | «Остерегайтесь своей жены»                                  | 奥様に御用心                    | Okusama ni o yōjin                           | Beware of your wife                                            | Кинуё Танака, Тикагэ Авасима, Масаюки Мори         |
| 1951        | «Наша весёлая семья»                                        | 我が家は楽し                    | Waga ya wa tanoshi                           | Home Sweet Home / Our House Is Happy                           | Тисю Рю, Исудзу Ямада, Хидэко Такаминэ             |
| 1951        | «Пробное любовное письмо»                                   | 恋文裁判                        | Koibumi saiban                               | The Love-Letter Trial                                          | Риэко Суми, Ёко Кацураги, Эйдзи Окада              |
| 1952        | «Если бы я знал, что это была мечта»                        | 夢と知りせば                    | Yume to shiriseba                            | If I Knew It Was a Dream                                       | Митиё Когурэ, Сюдзи Сано, Син Сабури               |
| 1952        | «Волны»                                                     | 波                              | Nami                                         | '                                                              | Син Сабури, Тикагэ Авасима, Тисю Рю                |
| 1953        | «Весенняя флейта и барабан»                                 | 春の鼓笛                        | Haru no koteki                               | Spring Flute and Drum                                          | Миэко Такаминэ, Тэйдзи Такахаси, Кэйдзи Сада       |
| 1953        | «Приключения Нацуко»                                        | 夏子の冒険                      | Natsuko no bōken                             | Natsuko’s Adventure                                            | Риэко Суми, Тиэко Хигасияма, Тэйдзи Такахаси       |
| 1953        | «Мечтающие люди»                                            | 夢見る人々                      | Yume miru hitobito                           | Dreaming People                                                | Масао Вакахара, Миэко Такаминэ, Ёко Кацураги       |
| 1953        | «Скала»                                                     | 岸壁                            | Ganpeki                                      | The Cliff                                                      | Кодзи Цурута, Тикагэ Авасима, Со Ямамура           |
| 1953        | «Путешествие»                                               | 旅路                            | Tabiji                                       | The Journey                                                    | Кэйко Киси, Кэйдзи Сада, Тисю Рю                   |
| 1954        | «Семейная встреча» (фильм в двух частях)                    | 家族会議                        | Kamku kaigi                                  | Family Meeting                                                 | Тэйдзи Такахаси, Кэйко Киси, Кэйдзи Сада           |
| 1954        | «Солнце никогда не заходит»                                 | 陽は沈まず                      | Hi wa shizumazu                              | The Sun Never Sets                                             | Кэйдзи Сада, Тэйдзи Такахаси, Кэйко Киси           |
| 1954        | «Закат в Эдо»                                               | 江戸の夕映                      | Edo no yūbae                                 | Edo Sunset                                                     | Тикагэ Авасима, Мицуко Кусабуэ, Митико Сага        |
| 1955        | «Жизнь одной женщины»                                       | 女の一生                        | Onna no isshō                                | A Woman’s Life                                                 | Тикагэ Авасима, Кэн Уэхара, Мицуко Кусабуэ         |
| 1955        | «Повесть о храме Сюдзэндзи» («Маска и судьба»)              | 修禅寺物語                      | Shuzenji monogatari                          | A Tale of Shuzenji / The Mask and Destiny                      | Тэйдзи Такахаси, Тикагэ Авасима, Кэйко Киси        |
| 1955        | «Сильное желание»                                           | あこがれ                        | Akogare                                      | Yearning                                                       | Масами Таура, Хироко Накагава, Хитоми Нодзоэ       |
| 1955        | «Вы прекрасны»                                              | 君美しく                        | Kimi utsukushiku                             | You Are Beautiful                                              | Тикагэ Авасима, Тэйдзи Такахаси, Кэйко Киси        |
| 1956        | «Белая рыба-демон»                                          | 白い魔魚                        | Shiroi magyo                                 | The White Devil-Fish                                           | Инэко Арима, Миэко Такаминэ, Кэн Уэхара            |
| 1956        | «Красный и зелёный» (фильм в двух частях)                   | 朱と緑                          | Shu to midori                                | Red and Green                                                  | Со Ямамура, Кэйко Киси, Тэйдзи Такахаси            |
| 1956        | «До и после дождей»                                         | つゆのあとさき                  | Tsuyu no atosaki                             | Before and After the Rains                                     | Хироко Сугита, Минору Оки, Инэко Арима             |
| 1957        | «Ливень» (фильм в двух частях)                              | 土砂降り                        | Doshaburi                                    | Cloudburst                                                     | Кэйдзи Сада, Марико Окада, Миюки Кувано            |
| 1957        | «Путешествие для сбора денег»                               | 集金旅行                        | Shūkin ryokō                                 | Bill-Collecting Trip / Payoff with Love                        | Кэйдзи Сада, Марико Окада, Юноскэ Ито              |
| 1958        | «Тройное предательство»                                     | 日日の背信                      | Hibi no haishin                              | A Triple Betrayal                                              | Кэйдзи Сада, Ёко Кацураги, Марико Окада            |
| 1958        | «Этот проходящий мир полон демонов: Времена бедности семьи» | 渡る世間は鬼ばかり ボロ家の春秋 | Wataru sekai wa oni bakari: Boroya no shunjū | This Passing World Is Full of Demons: Seasons of a Poor Family | Кэйдзи Сада, Инэко Арима, Акико Кояма              |
| 1958        | «Укушенный босс»                                            | 噛みつかれた顔役                | Kamitsukareta kaoyaku                        | The Bitten Boss                                                | Дзюндзабуро Бан, Кэйдзи Сада, Хидзуру Такатихо     |
| 1959        | «Люди ждут весну»                                           | 春を待つ人々                    | Haru o matsu hitobito                        | People Awaiting Spring                                         | Син Сабури, Кэйдзи Сада, Инэко Арима               |
| 1959        | «Несчастье»                                                 | いたづら                        | Itazura                                      | Mischief                                                       | Тэйдзи Такахаси, Инэко Арима, Миюки Кувано         |
| 1959        | «Бродячие любовники» («Опасная поездка»)                    | 危険旅行                        | Kiken ryokō                                  | Vagabond Lovers / Dangerous Trip                               | Тэйдзи Такахаси, Инэко Арима, Юноскэ Ито           |
| 1959        | «Одетый на завтра»                                          | 明日への盛装                    | Asu e no seisō                               | Dressed for Tomorrow                                           | Минору Оки, Акира Исихама, Хидзуру Такатихо        |
| 1960-е годы |                                                             |                                 |                                              |                                                                |                                                    |
| 1960        | «Моя любовь»                                                | 恋人                            | Koibito                                      | My Love                                                        | Миюки Кувано, Марико Окада, Кодзи Намбара          |
| 1960        | «Мужчин и денег» («О мужчинах и женщинах»)                  | いろはにほへと                  | Irohanihoheto                                | Of Men and Money / Of Men and Women                            | Кэйдзи Сада, Юноскэ Ито, Сэйдзи Миягути            |
| 1960        | «Волновая башня»                                            | 波の搭                          | Nami no tô                                   | Tower of Waves                                                 | Инэко Арима, Масахико Цугава, Миюки Кувано         |
| 1961        | «Капризные женщины»                                         | 斑女                            | Madara onna                                  | Capricious Women                                               | Со Ямамура, Марико Окада, Тиэко Байсё              |
| 1961        | «Женский мост»                                              | 女の橋                          | Onna no hashi                                | A Woman’s Bridge                                               | Митико Сага, Камби Фудзияма, Такахиро Тамура       |
| 1961        | «Устье»                                                     | 河口                            | Kakō                                         | The Estuary                                                    | Марико Окада, Со Ямамура, Такахиро Тамура          |
| 1962        | «Оживлённая торговля»                                       | 千客万来                        | Senkyaku banrai                              | A Roaring Trade                                                | Кэйдзи Сада, Марико Окада, Сима Ивасита            |
| 1962        | «Древо Айдзэн»                                              | 愛染かつら                      | Aizen katsura                                | Tree of Promises / Yearning Laurel                             | Марико Окада, Миюки Кувано, Кэйдзи Сада            |
| 1962        | «Наём на работу»                                            | 求人旅行                        | Kyūjin ryoko                                 | Recruiting Trip                                                | Миюки Кувано, Тэруо Ёсида, Хидзуру Такатихо        |
| 1962        | «Древо Айдзэн 2»                                            | 続・愛染かつら                  | Zoku aizen katsura                           | Yearning Laurel 2                                              | Марико Окада, Миюки Кувано, Кэйдзи Сада            |
| 1963        | «Старая столица» («Двойняшки Киото»)                        | 古都                            | Koto                                         | Twin Sisters of Kyoto                                          | Сима Ивасита, Хироюки Нагато, Эйдзиро Тоно         |
| 1963        | «Смерч»                                                     | つむじ風                        | Tsumujikaze                                  | Whirlwind                                                      | Киёси Ацуми, Марико Кага, Юскэ Кавадзу             |
| 1963        | «Брачная церемония»                                         | 結婚式 結婚式                   | Kekkonshiki Kekkonshiki                      | Marriage Ceremony                                              | Марико Окада, Сима Ивасита, Кэйдзи Сада            |
| 1963        | «Обнажённое изображение в зеркале»                          | 鏡の中の裸像                    | Kagami no naka no razō                       | Naked Image in the Mirror                                      | Миюки Кувано, Тиэко Байсё, Рё Икэбэ                |
| 1964        | «21-летний отец»                                            | 二十一歳の父                    | Nijūissai no chichi                          | A 21-Year-Old Father                                           | Тиэко Байсё, Хомарэ Сугуро, Канэко Ивасаки         |
| 1964        | «Крупица ночи»                                              | 夜の片鱗                        | Yoru no henrin                               | A Glimpse of Night                                             | Миюки Кувано, Микидзиро Хира, Бунта Сугавара       |
| 1965        | «Абсолютное большинство»                                    | ぜったい多数                    | Zettai tasū                                  | Absolute Majority                                              | Миюки Кувано, Масакадзу Тамура, Тиэко Байсё        |
| 1966        | «Ранняя весна»                                              | 暖春                            | Danshun                                      | Springtime                                                     | Сима Ивасита, Нобуко Отова, Тиэко Байсё            |
| 1966        | «Кинокава» («Река Кино», фильм в двух частях)               | 紀ノ川                          | Kinokawa                                     | The River Kino                                                 | Сима Ивасита, Ёко Цукаса, Тэцуро Тамба             |
| 1967        | «Потерянная весна» («Три лика любви»)                       | 惜春                            | Sekishun                                     | Three Faces of Love                                            | Митио Аратама, Марико Кага, Микидзиро Хира         |
| 1967        | «Тиэко - избранное» («Портрет Тиэко»)                       | 智恵子抄                        | Chieko shō                                   | Portrait of Chieko                                             | Сима Ивасита, Тэцуро Тамба, Эйдзи Окада            |
| 1968        | «Освежающая весна»                                          | 爽春                            | Sôshun                                       | Refreshing Spring                                              | Сима Ивасита, Эцуко Икута, Муга Такэваки           |
| 1968        | «Наша борьба»                                               | わが闘争                        | Waga tōsō                                    | Our Struggle                                                   | Ёсико Сакума, Дзин Накаяма, Марико Кага            |
| 1969        | «Через дни и месяцы»                                        | 日も月も                        | Hi mo tsuki mo                               | Through Days and Months                                        | Сима Ивасита, Кодзи Исидзака, Масаюки Мори         |
| 1969        | «Я женюсь»                                                  | 結婚します                      | Kekkon shimasu                               | I’ll Get Married                                               | Муга Такэваки, Эцуко Нами, Тиэко Байсё             |
| 1969        | «Песня от самого сердца»                                    | わが恋わが歌                    | Waga koi waga uta                            | The Song from My Heart                                         | Сима Ивасита, Муга Такэваки, Кэн Огата             |
| 1970-е годы |                                                             |                                 |                                              |                                                                |                                                    |
| 1970        | «Путешествие любви»                                         | 風の慕情                        | Kaze no bojō                                 | Journey of Love                                                | Саюри Ёсинага, Кодзи Исидзака, Ёсико Каяма         |
| 1971        | «Возрождённая земля»                                        | 甦える大地                      | Yomigaeru daichi                             | The Earth is born again                                        | Юдзиро Исихара, Ёко Цукаса, Рэнтаро Микуни         |
| 1971        | «Любовь и смерть»                                           | 愛と死                          | Ai to shi                                    | Love and Death                                                 | Комаки Курихара, Кацутоси Атараси, Тиэко Хигасияма |
| 1972        | «Цудзигахана»                                               | 辻が花                          | Tsuji ga hana                                | Tsujigahana Kimono                                             | Сима Ивасита, Кэйко Мацудзака, Эйдзи Окада         |
| 1973        | «Перевал Сиокари»                                           | 塩狩峠                          | Shiokari tōge                                | Shiokari Pass / Love Stopped the Runaway Train                 | Сэйя Накано, Ёситаро Асавака, Кацутоси Атараси     |
| 1974        | «Три старухи»                                               | 三婆                            | Sanbaba                                      | Three Old Women                                                | Айко Мимасу, Кинуё Танака, Митиё Когурэ            |
| 1976        | «Дополнение к самоубийству: Белая девушка»                  | 遺書 白い少女                   | Isho: Shiroi shōjo                           | Suicide Note: White Girl                                       | Дзюнко Сакурада, Кэн Танака, Хироюки Нагато        |
| 1979        | «Нитирэн»                                                   | 日蓮                            | Nichiren                                     | The Priest Nichiren                                            | Кинносукэ Накамура, Кэйко Мацудзака, Тэцуро Тамба  |

## Комментарии
1. ↑  В советском прокате фильм демонстрировался с 28 июля 1958 года, р/у Госкино СССР № 1099/58 — опубликовано: журнал для работников кинопроката «Новые фильмы», 1958. Выпуск 3: Ориентировочный план выпуска новых художественных фильмов в 3 квартале 1958 года.
2. ↑  В советском прокате фильм демонстрировался с 21 мая 1973 года, р/у Госкино СССР № 2339/72 — опубликовано: журнал для работников кинопроката «Новые фильмы» № 5/1973, стр. 24.